# Noticiero (Chile)
Noticiero fue un informativo chileno transmitido en el canal público Televisión Nacional de Chile entre 1971 y 1973, durante el gobierno de Salvador Allende.

## Historia
Este informativo reemplazó al desaparecido Martini al instante y tuvo competencia con los demás noticieros de la época: Teletrece de Canal 13 y Nuevediario de Canal 9. Entre las innovaciones que presentó el noticiero se encontraba el uso de la retroproyección de imágenes, las que aparecían detrás del locutor. En 1971 la producción general del Noticiero estaba a cargo de Manuel Mendoza, el jefe de Prensa era José Miguel Varas, y la dirección de televisión era realizada por Jorge Zúñiga y Carlos Rojas.
El equipo estaba compuesto por siete camarógrafos y siete reporteros, tres fotógrafos, y nueve comentaristas, además de corresponsales en Arica, Antofagasta, Valparaíso, Talca, Chillán, Concepción, Temuco, Valdivia y Punta Arenas. Sus primeros presentadores fueron Sergio Silva y César Antonio Santis, siendo sucedidos por Gabriel Muñoz, Gloria Jiménez, Agustín Inostroza, Miguel Davagnino, Freddy Hube y Nelson Hoffmann.
Dentro de las informaciones cubiertas por Noticiero estuvo la conferencia UNCTAD III —para lo cual se instaló un estudio en el edificio que actualmente alberga el Centro Cultural Gabriela Mistral—, el rescate de los sobrevivientes del vuelo 571 de la Fuerza Aérea Uruguaya en diciembre de 1972 y el Tanquetazo de junio de 1973. Los opositores al gobierno de la Unidad Popular lo denominaban peyorativamente como «Menticiero», haciendo referencia a supuestas mentiras que emitía el informativo.
Además de la edición realizada desde Santiago, en las provincias de Tarapacá, Antofagasta y Atacama se emitía una edición regional de Noticiero producida desde los estudios del Canal 6 de Antofagasta y transmitida mediante la Red Norte de Televisión Nacional de Chile.
La última edición de Noticiero fue el 10 de septiembre de 1973, ya que, luego del golpe de Estado que derrocó al presidente Allende, el noticiero es efectivamente cancelado, dando paso a Telediario, estrenado el 15 de septiembre de 1973.